# Países pobres altamente endividados

Os estados reconhecidos como os Países Pobres Muito Endividados (PPME).
Países elegíveis integralmente para a iniciativa PPME.
Países elegíveis parcialmente para a iniciativa PPME.
Países elegíveis para a iniciativa PPME, mas que ainda não cumprem todas as condições necessárias.

Os países pobres muito endividados (PPME) são um grupo de 39 países em desenvolvimento, com altos níveis de pobreza e de excesso de dívida externa, que são elegíveis para o apoio especial promovido pelo Fundo Monetário Internacional (FMI) e Banco Mundial.

## Iniciativa
A Iniciativa PPME foi iniciada pelo Fundo Monetário Internacional e Banco Mundial, em 1996, após extensos debates promovidos por ONGs e outras entidades. Proporciona perdão da dívida e empréstimos a juros baixos para cancelar ou reduzir o pagamento da dívida externa para níveis sustentáveis. Para ser selecionado pela iniciativa, os países devem enfrentar uma carga de dívida insustentável que não pode ser controlada com os meios tradicionais. A assistência é condicionada aos governos nacionais desses países, reunidos numa série de objetivos de gestão econômica e de desempenho.
Desde janeiro de 2012, a Iniciativa PPME havia identificado 39 países como sendo potencialmente elegíveis para receber o perdão da dívida, 33 dos quais na África subsaariana. Os 36 países que até agora receberam o perdão da dívida total ou parcial são:
| - Afeganistão - Benim - Bolívia - Burquina Fasso - Burundi - Camarões - República Centro-Africana - Chade* - República do Congo - República Democrática do Congo - Comores* - Costa do Marfim* | - Etiópia - Gâmbia - Gana - Guiné* - Guiné-Bissau - Guiana - Haiti - Honduras - Libéria - Madagáscar - Mali | - Mauritânia - Moçambique - Nicarágua - Níger - Ruanda - São Tomé e Príncipe - Senegal - Serra Leoa - Tanzânia - Togo - Uganda - Zâmbia |